# Crepis bodinieri
Crepis bodinieri là một loài thực vật có hoa trong họ Cúc. Loài này được H.Lév. mô tả khoa học đầu tiên năm 1915.